# Frankische Burgeroorlog
De Frankische Burgeroorlog van 715 tot 718 was een gewelddadig conflict dat uitbrak na de dood van hofmeier Pepijn van Herstal op 16 december 714. Er werd gestreden tussen Theudoald, kleinzoon en beoogde opvolger van Pepijn met zijn grootmoeder, de weduwe Plectrudis enerzijds en anderzijds de bastaardzoon van Pepijn, Karel Martel. De derde partij in het conflict vormden Raganfrid, de opvolger van Pepijn als hofmeier in Neustrië en de nieuwe Frankische koning, de Merovinger Chilperik II. Verder kan de Friese koning Radboud, als coalitiepartner van de Neustriërs, beschouwd worden als een vierde partij.
In de oorlog was sprake van verschillende belangen en coalities. In grote lijnen kwam het erop neer dat Austrasië, het noordoosten van het Frankische Rijk, tegenover de rest van het rijk stond, bestaande uit Neustrië en het Koninkrijk Bourgondië, waarbij de erfgenamen van Pepijn van Herstal een belangrijke rol speelden. De weduwe van Pepijn van Herstal, Plectrudis, en haar kleinzoon Theudoald waren tegenstanders van Karel Martel, een bastaardzoon van de overleden hofmeier. Koning Chilperik II met hofmeier Raganfrid aan zijn zijde hadden hun eigen belang, evenals de Friese koning Radboud.
De Frankische Burgeroorlog werd na een vijftal veldslagen beslist in het voordeel van Karel Martel.

## De aanleiding

Het Frankische Rijk ten tijde van het overlijden van Pepijn van Herstal (714).
Neustrië en Bourgondië, beheerst door Raganfrid (Neustriërs)
Austrasië, betwist tussen Karel Martel (Karolingen) en Theudoald/Plectrudis (Pepiniden)
Aquitanië, onafhankelijk verklaard door hertog Odo

De adel in Neustrië en Bourgondië zag de dood van hofmeier Pepijn van Herstal als een kans om zich te ontdoen van de Austrasische dominantie. Zij wilden terug naar de situatie voordat Pepijn alle Frankische gebieden onder één bewind verenigde. Onder aanvoering van Raganfrid spande de Neustrische adel samen zodra Pepijn bij zijn voorzaten en zoons in Metz was bijgezet. De Frankische koning Dagobert III liet zich door hen overhalen om Raganfrid als zijn nieuwe hofmeier te benoemen in plaats van de beoogde opvolger van Pepijn, Theudoald.
In Austrasië had de vrouw van Pepijn ervoor gezorgd dat Karel Martel uitgesloten was voor de opvolging, en dat haar minderjarige kleinzoon Theudoald (zoon van Grimoald II uit een eerder huwelijk) als opvolger was benoemd. Hij moest de nieuwe hofmeier worden met Plectrudis als regentes. Zij liet Karel gevangenzetten en opsluiten in Keulen. Toen bekend werd dat koning Dagobert intussen Raganfrid had benoemd als hofmeier, trok Plectrudis zich hier niets van aan en stuurde Theudoald met een leger naar het zuiden om de koning op andere gedachten te brengen.

### Slag bij Compiègne
Op 26 september 715 kwam het leger van Theudoald in gevecht met de strijdkrachten van hofmeier Raganfrid. Deze veldslag bij Compiègne luidde het begin in van de Frankische Burgeroorlog. In de Cocia silva - het huidige Woud van Compiègne - versloeg Raganfrid de jonge Theudoald, die ternauwernood kon vluchten naar zijn grootmoeder in Keulen. Volgens het Liber Historiae Francorum stierf Theudoald vlak hierna, hoewel andere bronnen melden dat hij nog vele jaren daarna leefde.  Hoe dan ook, Karel Martel wist uit de gevangenis van Plectrudis te ontsnappen en Dagobert III stierf kort hierna. Chilperik II werd de nieuwe koning en Raganfrid bleef aan als hofmeier. Er ontstond een situatie zoals aangegeven op de kaart.

### Slag bij Keulen; Inval van de Friese koning Radboud
De Friese koning Radboud wiens streven naar meer macht en grondgebied diverse keren door Pepijn was gedwarsboomd, zag nu, dankzij de burgeroorlog die in het Frankische Rijk woedde, zijn kans schoon dit streven te verwezenlijken. Raganfrid haalde Radboud over tot een bondgenootschap en deze wist al spoedig de voormalige Friese gebieden te heroveren, gebieden die hij na een verloren oorlog in 690 aan Pepijn was kwijtgeraakt. Vervolgens bezette hij de monding van de Rijn en volgde met zijn leger de rivier stroomopwaarts, richting Keulen, de hoofdstad van Austrasië. In 716 kwamen de Friezen tegenover Karel Martel te staan in de Slag bij Keulen. Hier werd Karel, die slechts over een haastig bijeengeroepen leger beschikte, verslagen.

## Het verloop van de strijd

### Slag bij Amel
Later dat jaar kwam het opnieuw tot een treffen tussen de belangrijkste opponenten in de Slag bij Amel. Dit keer wist Karel Martel de Neustriërs, onder leiding van Chilperik II en Raganfrid, te verslaan. De tactiek die Karel hier toepaste was een geveinsde terugtocht om zo zijn tegenstanders mee te lokken naar een voor hem strategisch gunstigere locatie om dan aan te vallen, een tactiek die later ook door de Mongolen succesvol zou worden toegepast.

### Slag bij Vincy
Nadat Chilperik II en Raganfrid de Slag bij Amel verloren hadden, gingen ze terug naar Neustrië. Karel, een tactisch wonder, ging ze niet meteen achterna maar breidde zijn leger uit en bereidde zich goed voor voordat hij zijn tegenstanders achternaging. Hij koos zelf de plaats en tijd van de slag uit en op 21 maart 717 kwam het tot een treffen in de Slag bij Vincy, vlak bij het hedendaagse Kamerijk. Hij versloeg zijn tegenstanders wederom en achtervolgde ze naar Parijs. Hoewel Chilperik II en Raganfrid eigenlijk compleet waren verslagen kwam het toch nog tot een volgend treffen.

### Slag bij Soissons
De laatste veldslag van de Frankische Burgeroorlog was de Slag bij Soissons in 718. Na hun nederlaag bij de Slag bij Vincy gingen Chilperik II en Raganfrid een verbond aan met Odo van Aquitanië, de hertog van Aquitanië, en gingen zij richting Soissons. Karel had dit echter verwacht en stond ze op te wachten met een ervaren leger, waarvan velen hem nog lang zouden dienen. Karels leger versloeg zijn tegenstanders makkelijk waarna ze zich overgaven en Karel Martel de feitelijke machthebber van het gehele Frankische Rijk werd.

## Gevolgen en nasleep
Als gevolg van zijn overwinningen in de Frankische Burgeroorlog verkreeg Karel Martel de alleenheerschappij over het Frankische Rijk. Hiermee werd hij de eerste hofmeier die over meer macht beschikte dan de Frankische koning. Daarmee legde hij de basis voor de dynastie van de Karolingen die vanaf 751 de koningen van de Franken zouden leveren. Karel nam zelf nooit de titel van koning aan, maar had als hofmeier wel de feitelijke macht in handen.
Nu hij in het Frankische Rijk al zijn tegenstanders had uitgeschakeld, kon Karel zijn aandacht richten op de vierde partij in dit conflict, de Friese koning Radboud. Deze had met het terugveroveren van de voormalige Friese gebieden in 716 zijn doelen bereikt en zich van het verdere verloop van de Frankische burgeroorlog afzijdig gehouden. De bondgenoot van de verslagen Chilperik en Raganfrid had al vergaande voorbereidingen getroffen op een nieuwe oorlog, en een groot leger bijeengebracht. Maar een ernstige ziekte van Radboud verstoorde diens plannen en nog voordat het tot gevechten kwam, stierf Radboud in 719. Kort daarna slaagde Karel erin een deel van de Friezen te onderwerpen. Tijdstip en plaats van een beslissende zee- of veldslag zijn niet overgeleverd, maar vanaf 720 was het Friese gebied ten westen van de Vlie (Zeeland, Holland en Utrecht) in Frankische handen..

## Primaire Bronnen
- Fredegarius, Chronicae.
- Continuator Fredegarii Scholastici, Continuationes Chronicarum Fredegarii.
- Liber Historiae Francorum.
- Annales Alamannici.
- Annales Mettenses.